# Haploschendyla barbarica
Haploschendyla barbarica är en mångfotingart som först beskrevs av Frederik Vilhelm August Meinert 1870.  Haploschendyla barbarica ingår i släktet Haploschendyla och familjen småjordkrypare.
Artens utbredningsområde är Grekland. Inga underarter finns listade i Catalogue of Life.